# 茜草
茜草，又叫做血茜草，古名茹慮，又有地血、西天王草等别名，是一种茜草科攀缘植物。
生于路边草丛、灌丛、山坡，产于中国东北、华北、西北、华东等地。茜草茎细长，常生有微小皮刺，叶4枚轮生，心形，具长叶柄，聚伞花序，花小，淡黄色，果实球形，成熟时红褐色。茜草的根可以做大红色染料，也可以做药，主要医些吐血、尿血、瘀血之类的病，故又名血见愁。
在浙江南部，这种草药喜阴凉，长在小溪边。爬藤植物，根红色，叶对生，藤方，有刺，冬天，结籽变黑。 这种草药不太好找，数量不多混在杂草丛中，不好挖。 冬天会倒苗的，到春天就发出新苗。
浙江南部民间用它治疗骨质增生腰椎间盘突出，有奇效。使用方法如下: 草药取其根，洗净。放入炖锅煮，一碗米酒，一碗水。煮到合适时待用。飯后服，一日三次，每次用大半碗。服用几次后，症状有所好转后，继续服。要服半月以致一亇月，到症状消失为止。其药湯，味药，很难喝。如服几天无效果，就停服。
塞尔维亚有“愿彼等之路布满茜草与山楂的荆棘”的驱除吸血鬼的咒语。